# Placówka Straży Granicznej I linii „Przyborów”

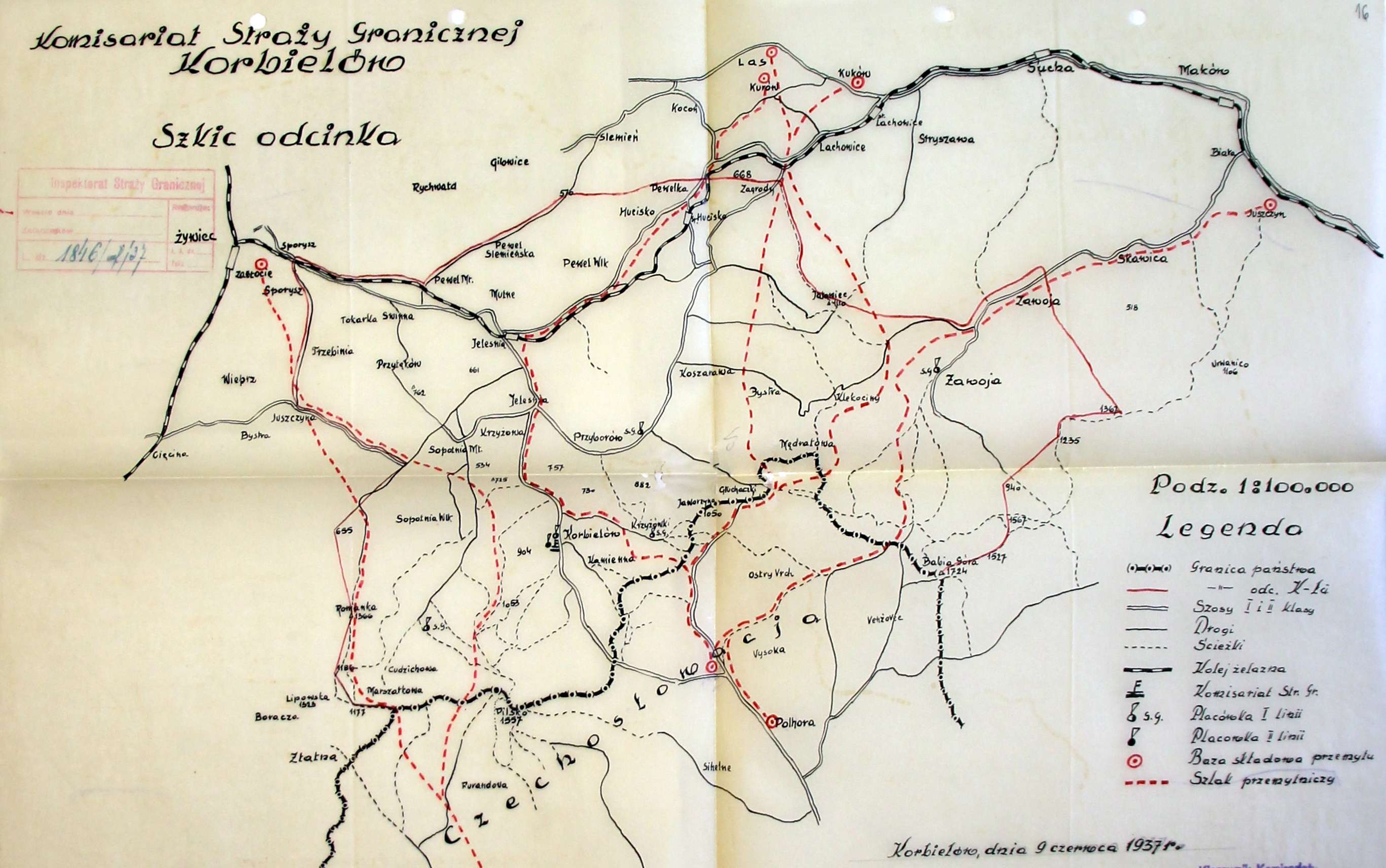
Szkic komisariatu SG „Korbielów”

Placówka Straży Granicznej I linii „Przyborów” – jednostka organizacyjna Straży Granicznej pełniąca służbę ochronną na granicy polsko-czechosłowackiej w okresie międzywojennym.

## Formowanie i zmiany organizacyjne
Na wniosek Ministerstwa Skarbu, uchwałą z 10 marca 1920 roku, powołano do życia Straż Celną. Od połowy 1921 roku jednostki Straży Celnej rozpoczęły przejmowanie odcinków granicy od pododdziałów Batalionów Celnych. Proces tworzenia Straży Celnej trwał do końca 1922 roku. Placówka Straży Celnej „Głuchaczki” weszła w podporządkowanie komisariatu Straży Celnej „Korbielów” z Inspektoratu SC „Żywiec”.
Rozporządzeniem Prezydenta Rzeczypospolitej Polskiej Ignacego Mościckiego z 22 marca 1928 roku, do ochrony północnej, zachodniej i południowej granicy państwa, a w szczególności do ich ochrony celnej, powoływano z dniem 2 kwietnia 1928 roku  Straż Graniczną.
Rozkazem nr 4 z 30 kwietnia 1928 roku w sprawie organizacji Śląskiego Inspektoratu Okręgowego dowódca Straży Granicznej gen. bryg. Stefan Pasławski określił strukturę organizacyjną komisariatu SG „Rajcza”. Placówka Straży Granicznej I linii „Głuchaczki” znalazła się w jego strukturze.
Rozkazem nr 10 z 5 listopada 1929 roku w sprawie reorganizacji Śląskiego Inspektoratu Okręgowego komendant Straży Granicznej płk Jan Jur-Gorzechowski powołał Komisariat Straży Granicznej „Korbielów”, a placówkę Straży Granicznej I linii „Głuchaczki” przydzielił nowo powstałego komisariatu.
Rozkazem nr 3 z 23 czerwca 1934 roku w sprawach [...] tworzenia i zniesienia posterunków informacyjnych', komendant Straży Granicznej płk Jan Jur-Gorzechowski przeniósł siedzibę placówki „Głuchaczki” do Przyborowa.

## Służba graniczna
Sąsiednie placówki:
- placówka Straży Granicznej I linii „Korbielów” ⇔ placówka Straży Granicznej I linii „Roztoki” (komisariatu SG „Czarny Dunajec”, IG nr 18 „Nowy Targ”, Małopolskiego IO)− 1928[6]

## Kierownicy/dowódcy placówki
| stopień    | imię i nazwisko | okres pełnienia służby | kolejne stanowisko |
| ---------- | --------------- | ---------------------- | ------------------ |
| przodownik | Jan Łydka       | 20 IX 1930 –           |                    |